# Pakalihawa
Pakalihawa – gaun wikas samiti w zachodniej części Nepalu w strefie Lumbini w dystrykcie Nawalparasi. Według nepalskiego spisu powszechnego z 2001 roku liczył on 1371 gospodarstw domowych i 9248 mieszkańców (4477 kobiet i 4771 mężczyzn).